# Chadżymurat Akkajew
Chadżymurat Magomiedowicz Akkajew (ros. Хаджимурат Магомедович Аккаев; ur. 27 marca 1985 w Tyrnyauzie) – rosyjski sztangista, dwukrotny medalista olimpijski, mistrz świata, mistrz Europy.
Dwukrotnie startował na igrzyskach olimpijskich – podczas igrzysk w Atenach zdobył srebrny medal z wynikiem 405 kg w dwuboju, a na igrzyskach w Pekinie był trzeci z wynikiem 402 kg. Po odebraniu złotego medalu Ilji Iljinowi, Akkajew otrzymał srebrny medal. W 2016 roku odebrano mu medal z Pekinu, po wykryciu dopingu w próbce pobranej podczas igrzysk.
W 2011 roku zdobył złoty medal mistrzostw świata w Paryżu w kategorii do 105 kg.

## Wyniki
| Rok  | Zawody               | Miasto | Miejsce | Kategoria | Wynik  |
| ---- | -------------------- | ------ | ------- | --------- | ------ |
| 2004 | Igrzyska olimpijskie | Ateny  | 2       | do 94 kg  | 405 kg |
| 2008 | Igrzyska olimpijskie | Pekin  | DSQ     | do 94 kg  | 402 kg |
| 2011 | Mistrzostwa Europy   | Kazań  | 1       | do 105 kg | 425 kg |
| 2011 | Mistrzostwa świata   | Paryż  | 1       | do 105 kg | 430 kg |